# El Salto, Puente de Ixtla
El Salto är en ort i Mexiko.   Den ligger i kommunen Puente de Ixtla och delstaten Morelos, i den sydöstra delen av landet, 110 km söder om huvudstaden Mexico City. El Salto ligger 1 793 meter över havet och antalet invånare är 117.
Terrängen runt El Salto är varierad. Runt El Salto är det ganska glesbefolkat, med 50 invånare per kvadratkilometer. Närmaste större samhälle är Puente de Ixtla, 17,6 km norr om El Salto. I omgivningarna runt El Salto växer huvudsakligen savannskog.